# گورو تامه‌ایکه
گورو تامه‌ایکه (انگلیسی: Goro Tameike؛ زادهٔ ۲۸ مارس ۱۹۶۴) کارگردان فیلم، و فیلم‌نامه‌نویس اهل ژاپن است.